# Fate/Zero
Fate/Zero (フェイト/ゼロ, Feito/Zero) est une série de light novel écrite par Gen Urobuchi et illustrée par Takashi Takeuchi et sert de préquelle au visual novel Fate/stay night de TYPE-MOON. Le premier volume est sorti le 29 décembre 2006 et le dernier volume est sorti le 29 décembre 2007.
Une adaptation en manga est également publiée dans le magazine Young Ace de l'éditeur Kadokawa Shoten entre décembre 2010 et mai 2017. La version française du manga est éditée par Ototo depuis février 2014. Une adaptation en série télévisée d'animation a été réalisée par Ei Aoki et produit par le studio Ufotable. L'anime comportant 25 épisodes fut diffusé du 1er octobre 2011 au 23 juin 2012 au Japon.

## Synopsis
L'histoire prend place 10 ans avant les événements de Fate/stay night. Durant la Guerre du Saint Graal, sept grands mages (Masters) nommés par le Saint Graal vont invoquer sept esprits mythiques (Servants) afin de se livrer une lutte acharnée jusqu'à ce qu'il n'en reste qu'un. Après trois guerres infructueuses, le combat est sur le point de reprendre pour la quatrième fois, et les mages s'empressent de rejoindre Fuyuki, le champ de bataille, chacun priant pour la victoire. En effet, le Saint Graal offrira au vainqueur la possibilité d'exaucer son vœu le plus cher. Parmi ces sept Masters, l'un d'entre eux, Kirei Kotomine, ne semble montrer aucune détermination pour acquérir ce Saint Graal, tandis qu'à l'opposé, Kiritsugu Emiya se bat de toutes ses forces pour l'obtenir. La rivalité entre ces deux hommes, ainsi que le déroulement des différentes luttes entre Masters et Servants, constitue le cœur du récit.
Cette histoire retrace la vérité sur la quatrième guerre du Saint Graal qui a eu lieu 10 ans avant celle du célèbre jeu vidéo Fate/stay night, où elle avait déjà été présentée par fragments. Lumière sera faite sur le combat qui a impliqué Kiritsugu Emiya, le père adoptif de Shirō et héros de cette histoire, Tokiomi Tohsaka, le père de Rin, et le jeune Kirei Kotomine, principal antagoniste.

## Personnages

### Personnages principaux
Kiritsugu Emiya (衛宮 切嗣, Emiya Kiritsugu)
Voix japonaise : Rikiya Koyama ; Miyu Irino (enfant)
Kiritsugu est le personnage principal de l'histoire. Il est le Master de Saber, en l'invoquant avec Avalon, le saint fourreau d'Excalibur, comme catalyseur. En tant qu'homme cynique et pragmatique, il souhaite trouver un moyen de mettre fin à tous les conflits. Notoirement connu sous le nom de « Tueur de Mages » pour ses compétences, il a été embauché par la famille Einzbern pour être leur représentant dans la Quatrième guerre du Saint Graal. Croyant que le Saint Graal pourrait exaucer son souhait pour la paix mondiale, il a décidé d'accepter. Étant un mage non conformiste, Kiritsugu adopte une stratégie d'exploitation des points faibles de l'ennemi grâce à la technologie. Ses vues cyniques sur la vie l'amènent à entrer en désaccord direct avec son Servant, et il a Irisviel qui apparaît dans la ville de Fuyuki comme le Master de Saber pour lui permettre de se déplacer plus librement et d'éviter le contact avec Saber autant que possible. Il est le père adoptif de Shirō Emiya et biologique de Illyasviel von Einzbern.
Irisviel von Einzbern (アイリスフィール・フォン・アインツベルン, Airisufīru fon Aintsuberun)
Voix japonaise : Sayaka Ohara
Irisviel est l'héroïne principale de l'histoire, la mère d'Illyasviel von Einzbern et la femme de Kiritsugu. Elle est un prototype d'homonculus créé par la famille Einzbern dans l'idée de donner naissance à un homonculus ultime. Comme pour beaucoup d'Einzbern, elle est douée en alchimie. Irisviel sert de Master mandataire de Saber, puisque Kiritsugu croit que lui et Saber sont incompatibles. Sa véritable raison dans la guerre est qu'elle est le réceptacle du Saint Graal lui-même. Lorsque six Serviteurs ou plus sont tués, elle manifestera le Graal, perdant son humanité et sa conscience dans le processus. Malgré cela, elle reste attachée à Kiritsugu, croyant que ses objectifs valent le sacrifice.
Saber (セイバー, Seibā)
Voix japonaise : Ayako Kawasumi
L'identité de Saber dans vie est le Roi des Chevaliers, le Roi Arturia Pendragon, qui est devenue le roi de Grande-Bretagne lors de l'obtention de « l'Épée dans le rocher » magique. Les Servants de la classe Saber sont souvent considérés comme les plus forts. Elle conserve généralement un fort code d'honneur, considérant l'honneur comme étant plus important que la victoire. Bien qu'elle et Kiritsugu soient Servant et Master cherchant le même but de la paix, leurs perspectives idéologiques différentes aboutissent à une relation tendue où Kiritsugu ne reconnaît pas directement Saber. Sabre voulait utiliser le Graal dans l'espoir de sauver son pays ; cependant, au cours de la guerre, son souhait change. En croyant que la cause de la chute de la Grande-Bretagne était ses qualités de dirigeant inefficace, sa raison de chercher le Graal devient celle de vouloir annuler les malheurs de son pays et souhaiter que quelqu'un d'autre soit plus approprié et plus efficace pour diriger la Grande-Bretagne à sa place.
Kirei Kotomine (言峰 綺礼, Kotomine Kirei)
Voix japonaise : Jōji Nakata
Kirei est le Master d'Assassin, travaillant pour son mentor, Tokiomi, et réalise tout ce qu'il lui demande de faire au mieux de ses capacités. Vivant une vie pieuse en tant que prêtre, il lui manque tout de même un sens d'épanouissement, prenant peu de joie à faire de bonnes actions. Il voit son propre vide dans Kiritsugu, pour qui il ressent une haine compulsive. Kirei est le seul Master que Kiritsugu craint, ce dernier le voyant comme la plus grande menace pour sa propre victoire. Au cours des dernières étapes de la guerre, il tue Tokiomi et devient également le Master d'Archer, assumant le rôle d'antagoniste principal. Il n'a pas un véritable souhait pour le Graal et se bat seulement pour découvrir son but dans la vie.

### Masters
Tokiomi Tōsaka (遠坂 時臣, Tōsaka Tokiomi)
Voix japonaise : Shō Hayami
Tokiomi est le père de Rin Tōsaka et Sakura Matō, le Master d'Archer, et un mage manipulateur et arrogant. Il s'arrange pour que Kirei Kotomine soit son élève en magie et son soutien dans la Guerre Sainte du Graal. Il a un très bon avis de Kotomine et se sert de lui dans toutes sortes d'affaires, notamment en le désignant comme le gardien de Rin ce qui devrait le déranger. Doué dans la manipulation du feu, il utilise un gros rubis placé sur le pommau de sa canne comme son Mystic Code pour l'aider à façonner et à contrôler les flammes. Bien qu'étant un mage qualifié et confiant dans ses capacités, il est en fait l'un des Tōsaka les plus faibles de l'histoire et se considère comme inférieur en potentiel face à ses filles, Rin et Sakura, dont il reconnaît que ces dernières possèdent des pouvoirs extraordinaires dès leur naissance. Bien que lui et Kiritsugu n'aient jamais eu de combats réels en face-à-face, les deux sont des parfaits faire-valoir pour l'un et l'autre, car Kiritsugu est un lanceur de sorts s'y connaissant en technologie et qui met son travail en tant que père avant son métier de mage, tandis que Tokiomi est un mage traditionnel qui met son identité en tant que mage avant tout. Trahi par Kotomine, qui lui-même avait été corrompue par Gilgamesh, il est tué par son apprenti d'un coup de poignard dans le dos.
Kayneth El-Melloi Archibald (ケイネス・エルメロイ・アーチボルト, Keinesu Erumeroi Āchiboruto)
Voix japonaise : Takumi Yamazaki
Kayneth est le Master de Lancer et un noble de l'Association des mages, Lord de la maison El-Melloi et un prodige en magie, considéré comme le participant le plus talentueux de la guerre du Saint-Graal. Son artefact est volé par son élève, Waver Velvet, mais il parvient à obtenir un autre artefact et à invoquer Lancer à la place. Alors qu'il détient les sceaux de commandement pour Lancer, l'énergie nécessaire à la matérialisation du Servant est maintenue par Sola-Ui. En dépit de ses compétences, l'approche trop traditionnelle de Kayneth en matière de combat l'amène à sous-estimer la capacité de ses adversaires pour la violence, car il croit que la guerre du Saint-Graal sera menée avec des duels honorables et des épreuves de compétences plutôt que des offensives rapides comme celles perpétrées par Kiritsugu et Kotomine. Il est confiant dans ses capacités et fier de son héritage, mais il trouve l'ampleur de la tactique non traditionnelle et sournoise de Kiritsugu comme difficilement surmontable car elle est à la fois offensante et inattendue. Il perd son aptitude à utiliser la magie après avoir été touché par l'Origin Bullet de Kiritsugu et reste à moitié aveugle et estropié. Sola-Ui vole ensuite ses sceaux de commandement pour que Lancer lui obéisse. Après avoir été contraint de forcer Lancer à se suicider, Sola-Ui et lui se sont fait tirer dessus par Maiya afin de régler tous les problèmes et d'éviter de futurs représailles de la famille Archibald. Kayneth agonisant, il est ensuite achevé par Saber comme un acte de miséricorde.
Waver Velvet (ウェイバー・ベルベット, Weibā Berubetto)
Voix japonaise : Daisuke Namikawa
Le Master de Rider et futur Lord El-Melloi II, Waver a volé au début de l'histoire l'artefact de son professeur et l'utilise pour invoquer Rider. Il envisage d'utiliser le Graal pour forcer l'Association des Mages à reconnaître son génie. En dépit de ses difficultés avec la nature de dominant de Rider, Waver et son Servant forment une relation solide. Même s'il lui manque de l'expérience pratique dans le domaine des combats dans une guerre, Waver, principalement grâce à son Servant, a survécu à la guerre du Saint-Graal avec quelques petites blessures et a développé un plus grand sens de la perspective du monde, bien qu'il entretienne aujourd'hui une certaine amertume envers le Japon.
Ryūnosuke Uryū (雨生 龍之介, Uryū Ryūnosuke)
Voix japonaise : Akira Ishida
Ryūnosuke est le Master de Caster et un tueur en série psychopathe qui invoque Caster après avoir assassiné une famille et utilisé leur sang comme élément du rituel d'invocation. Il ne cherche pas le Saint Graal, mais suit Caster afin de trouver des moyens macabres de tuer des gens et de soulager son ennui, en utilisant un charme hypnotique pour attirer les enfants (ses cibles favorites) à la mort. Cependant, Ryūnosuke admet qu'il a réellement le sentiment qu'il manque quelque chose à sa vie et que, à un certain niveau, il souhaite le trouver à travers ses atrocités. Il finit par devenir le principal antagoniste de la série à un certain moment de la guerre qui a du être suspendue afin de mettre un terme à sa folie meurtrière ainsi que celle de Caster. Il est tué par Kiritsugu, qui lui tire une balle dans le ventre et la tête. Ryūnosuke meurt cependant satisfait de sa vie après avoir vu sa première blessure par balle et commentait sur la beauté de son sang et de ses intestins, après avoir réalisé que la « chose » qu'il cherchait toute sa vie était sa propre mort.
Kariya Matō (間桐 雁夜, Matō Kariya)
Voix japonaise : Tarusuke Shingaki (ja)
Kariya est l'oncle de Shinji Matō et le Master de Berserker. Il est le seul membre de la famille Matō qui aime vraiment Sakura Matō comme sa fille adoptive, ce qui est la raison de sa très forte rancune qu'il entretient contre Tokiomi qui a permis à son jeune enfant d'être adopté par Zōken. Kariya avait précédemment quitté la famille Matō dix ans avant la quatrième guerre du Saint Graal par dégoût pour sa propre famille, mais il finit par revenir pour conclure un accord avec Zōken Matō dans lequel il promet de remporter le Graal en échange de la liberté de Sakura. Il est amoureux d'Aoi, qui est son amie d'enfance, même s'il s'est retiré après qu'elle a choisi d'épouser Tokiomi à la place. En raison de son manque d'entraînement sérieux, Kariya a été implanté avec les mêmes vers magiques que Sakura. Cela a provoqué un certain nombre d'effets secondaires car les vers ont littéralement rongé leur hôte, ce qui a entraîné une dégradation progressive de la santé de Kariya en contrepartie d'une expansion significative de ses circuits et de son potentiel magique. Au moment de l'invocation de son Servant, les cheveux (noirs à l'origine) de Kariya étaient devenus blancs et les nerfs du côté gauche de son visage étaient morts. En outre, sa durée de vie naturelle avait été tellement réduite que Zōken estimait qu'il ne vivrait plus qu'une année supplémentaire. Cependant, malgré les Crest Worms et son propre entraînement accéléré, Kariya restait sérieusement médiocre en tant que mage. Sur l'ordre de Zōken, il compensa cela en invoquant le plus puissant des sept classes de Servants, le Servant de l'« amélioration folle » (狂化, Kyōka, en anglais : Mad Enhancement), Berserker. Cependant, le volume élevé d'énergie magique nécessaire au maintien de Berserker lui cause des douleurs fréquentes et intenses. Il meurt après avoir épuisé son énergie et en rêvant d'Aoi, de Rin, de Sakura et de la vie qu'il aurait aimé vivre avec elles.

### Servants
Archer (アーチャー, Āchā)
Voix japonaise : Tomokazu Seki
Archer est Gilgamesh, le même Servant arrogant dans Fate/stay night, le Roi des héros. Il est très fier de prétendre être le premier « héros » à avoir jamais mis les pieds sur Terre, ce qui lui confère un complexe de Dieu sévère et sadique, traitant tous les autres comme des « chiens » (雑種, Zasshu) qui ne méritent pas de le regarder. Il n'aime pas la présence de Saber et de Rider en particulier, car ils étaient des rois comme lui. Au grand dam de Tokiomi, Gilgamesh a de la difficulté pour agir discrètement ou reprendre son sang-froid lorsque son orgueil considérable est blessé. Il est unique dans le sens où il possède un très grand nombre de Nobles Phantasms, mais seulement trois lui sont uniques. Plus tard, il s'allie à Kotomine et le corrompt, l'aidant ainsi à orchestrer la mort de Tokiomi et à attaquer Aoi grâce à Kariya. Il tue Rider lors d'un combat à un contre un, puis revendique lui-même le Graal. Il attaque Saber dans le cadre de leur « cérémonie de mariage » mais il est interrompu par Kiritsugu, qui ordonne à Saber de détruire le Graal. Archer est recouvert de la boue qui en sort, mais son ego lui permet de résister à la corruption. Il rencontre Avenger dans le Graal et lui dit qu'il appartient au roi d'épauler tout le mal du monde, pas le sien, mais que lui, en tant que roi, permettra l'existence d'Avenger. Archer échappe ensuite à la boue avec un véritable corps de chair et de sang, mais sa personnalité devient plus destructrice et impulsive en raison de son exposition à « Tout le mal du monde » (この世全ての悪, Konoyo subete no aku, en anglais : All the World's Evils).
Son premier Noble Phantasm unique, « Gate of Babylon: Le Trésor du Roi » (王の財宝, Gēto Obu Babiron) qui désigne à la fois l'épée en forme de clé qui ouvre un portail et ce même portail qui mène vers une chambre mystique contenant d'innombrables prototypes de Nobles Phantasms. Archer peut également les retirer pour un combat rapproché, ou les tirer en dehors des portails comme des projectiles. Le portail contient également divers artefacts tels que « le vin des rois » et un vaisseau spatial volant de la mythologie sanskrite, le Vimāna (qui sera détruit au cours du combat contre Berserker). Son deuxième Noble Phantasm, « Enkidu : Les Chaînes des Cieux » (天の鎖, Erukidu), est une chaîne anti-divine qui entrave les ennemis et devient plus forte à mesure que la cible recèle de la divinité en elle. Son dernier Noble Phantasm unique, « Enuma Elish: L'Étoile de la Création qui sépare les Cieux et la Terre » (天地乖離す開闢の星, Enuma Erishu), est l'attaque générée par son épée en forme de perceuse, « Ea: L'Épée de rupture » (乖離剣). Lorsque son véritable pouvoir est activé, il se manifeste comme une déchirure massive dans l'espace-temps, possédant un pouvoir d'attaque inégalé suffisant pour endommager et désintégrer le monde en lui-même.
Son titre, le Roi des héros, ne signifie pas qui doit être appeler comme un roi qui est un héros, mais implique plutôt qu'il est un roi de tous les héros. Son nom provient du fait qu'il est traditionnellement le plus vieux héros de l'humanité et qu'il est à l'origine de tous les mythes, dont l'histoire est donc copiée dans les mythologies de tous les pays du monde. C'est pour cette raison, Gate of Babylon possède le Noble Phantasm de chaque héros.
Lancer (ランサー, Ransā)
Voix japonaise : Hikaru Midorikawa
Sa véritable identité est Diarmuid Ua Duibhne, le premier des Chevaliers de Fianna, Lancer a un love spot sur son visage, ce qui fait que les femmes dont la résistance à la magie est insuffisante tombent amoureuses de lui s'ils le regardent. En tant que chevalier, il adhère à un code d'honneur au combat et à la loyauté envers son Master, il est invoqué pour se battre dans la guerre du Saint Graal parce qu'il veut afficher la loyauté envers son seigneur qu'il n'a pas été capable de montrer quand il était vivant. Malgré le fait qu'ils sont ennemis, Saber et lui se respectent mutuellement et il considère qu'il est de son devoir de prendre sa tête, ainsi il la protège et l'aide à plusieurs reprises, afin de s'assurer qu'il sera celui qui la tuera. Lancer se bat à la rivière Mion avec les autres Esprits héroïques, où il est forcé de casser une de ses lances, Gáe Buidhe, afin de permettre à la blessure qu'il a infligée à Saber de guérir afin qu'elle puisse utiliser son Noble Phantasm, Excalibur, pour éliminer Caster. Plus tard dans la journée, lors d'un duel face à face avec Saber, Lancer est obligé de se suicider à cause du sort de commandement de Kayneth et meurt en maudissant son Master, Sola-Ui, Kiritsugu, Saber et le Graal pour avoir détruit sa fierté et son dernier souhait.
Lancer possède deux Noble Phantasms : « Gáe Buidhe: La Rose d'or de la Mortalité » (必滅の黄薔薇, Gei Bō), une courte lance jaune qui inflige des blessures qui ne guérissent pas tant que la lance existe dans le monde, et « Gáe Dearg: La Rose Pourpre de l'Exorcisme » (破魔の紅薔薇, Gei Jarugu), une longue lance rouge qui annule le mana au contact, ignorant toutes les défenses magiques et supprimant temporairement tous les attributs magiques de la cible.
Rider (ライダー, Raidā)
Voix japonaise : Akio Ōtsuka
La véritable identité de Rider est Iskandar, le Roi des Conquérants, célèbre dans l'histoire sous le nom d'Alexandre le Grand, qui souhaite vaincre Saber en particulier parce qu'il croit que ses idéaux concernant la royauté sont délirants et qu'elle se porterait mieux en étant l'une de ses partisans. Il tire son statut de Rider d'un ensemble de taureaux et chars divins prétendument offerts par Zeus, surnommé « Gordius Wheel: La Roue de l'autorité divine » (神威の車輪, Gorudiasu Hoīru), qui est invoqué lorsque Iskandar fend l'air avec son épée des Kupriotes (キュプリオトの剣, Kyupurioto no ken). Sa personnalité excentrique et dominatrice ainsi que ses incroyables capacités créent des difficultés pour son Master et ses adversaires. Il est également le seul Servant que Gilgamesh respecte réellement en tant qu'égal, ce dernier l'invitant à le défier au combat autant de fois qu'il le souhaite. Il souhaite une deuxième vie et envisage de faire la guerre aux États-Unis pour célébrer son réveil, persuadé qu'ils constitueront un défi de taille. Il est tué par Gilgamesh en combat singulier et, dans ses derniers instants, il finit par trouver Oceanus, l'endroit où il avait cherché toute sa vie.
Son premier Noble Phantasm est « Via Expugnatio: Domination du piétinement lointain » (遥かなる蹂躙制覇, Via Ekusupugunatio), l'attaque de piétinement utilisée par le Gordius Wheel, qui provoque des coups de foudre lors du mouvement, infligeant des dégâts considérables à tout ce qui se trouve sur son passage. Son deuxième et plus puissant Noble Phantasm est « Ionioi Hetairoi: L'Armée du Roi » (王の軍勢, Aionion Hetairoi), qui est une Dimension Propre (固有結界, Koyū Kekkai, en anglais : Reality Marble), un monde miniature indépendant qui contient des milliers de soldats parmi les plus dignes de confiance qui ont combattu à ses côtés revenus à la vie en tant que Servants temporaires, marchant sur un désert sans fin.

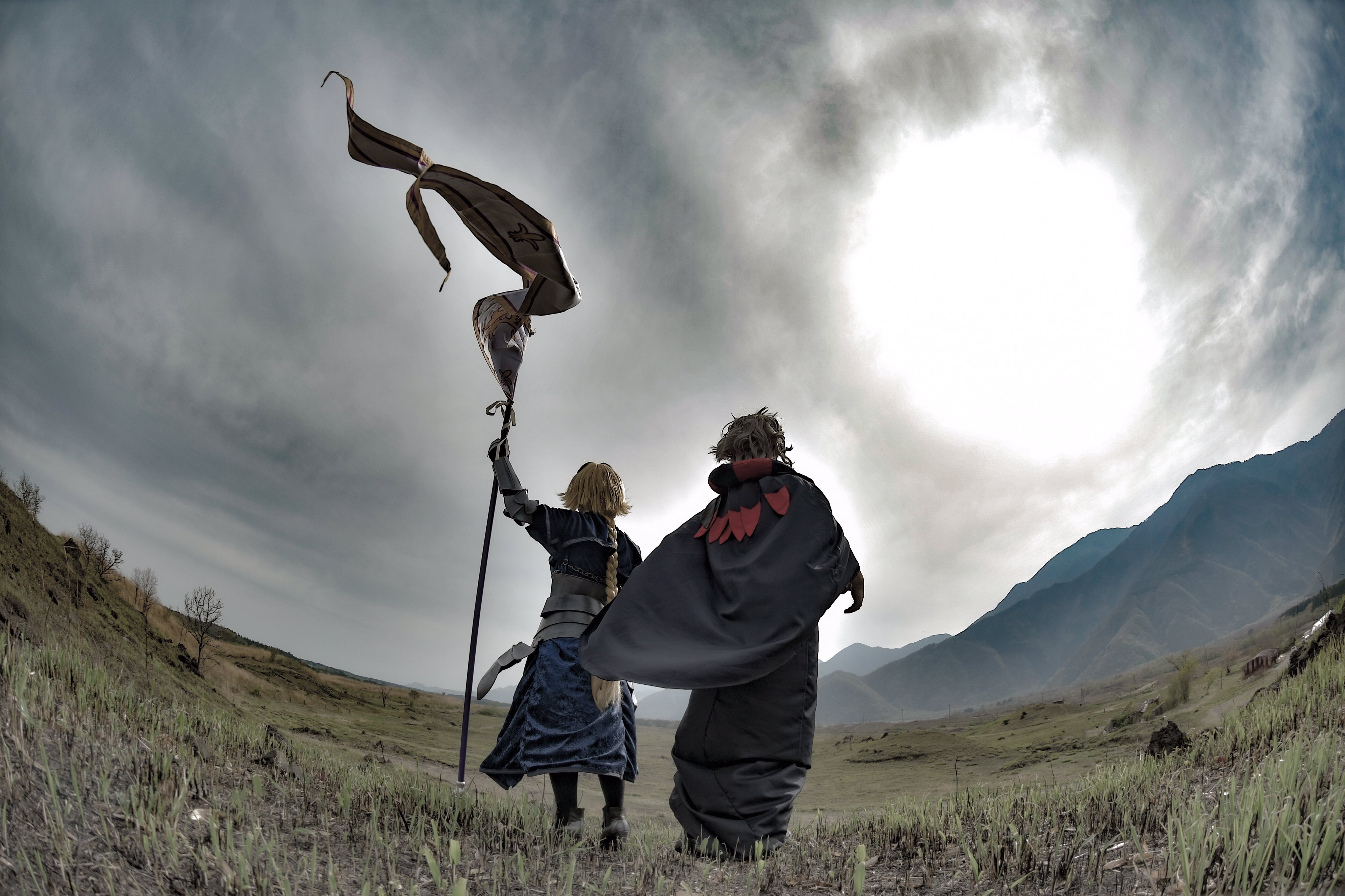
Cosplay de Jeanne d'Arc et Gilles de Rais tels qu'ils apparaissent respectivement dans Fate/Apocrypha et Fate/Zero, entre autres médias de la franchise Fate.

Caster (キャスター, Kyasutā)
Voix japonaise : Satoshi Tsuruoka (ja)
Communément appelé Barbe Bleue, son vrai nom est Gilles de Rais, un tueur en série qui semble préférer le meurtre d'enfants en particulier. Caster est un Servant diabolique qui prend plaisir à offrir d'abord un moment de soulagement à ses victimes avant de les terroriser, puis de les tuer. Il exprime un intérêt obsessionnel pour Saber car il le confond avec Jeanne d'Arc, son ancienne camarade et protagoniste de Fate/Apocrypha, avec qui Gilles de Rais a eu une relation. Alors que son souhait pour le Graal était que Jeanne soit ressuscitée, Caster est convaincu qu'il a gagné la guerre et tente à plusieurs reprises de parler à Saber ; quand elle essaie de le corriger par la suite, il pense qu'elle a perdu la mémoire à cause de l'intervention de Dieu, à sa plus grande rage. Il a, de loin, la meilleure relation avec son Master par rapport aux autres. Il voit Ryūnosuke comme un prophète qui prêche que Dieu est un être sadique qui aime voir ses créations commettre des actes horribles, car il n'aurait pas rendu la race humaine si violente et ses organes si colorés s'il ne profitait pas du chaos. Cela rétablit la confiance de Caster en Dieu et il décide de faire un spectacle pour lui, pour lui montrer qu'il n'est pas le seul « artiste » qui peut faire un spectacle. La guerre est finalement reportée en raison de la folie meurtrière du duo puisque Caster et Ryūnosuke ont commencé à assassiner de nombreux enfants dans l'espoir d'attirer l'attention de Dieu et de l'obliger à « restituer » les souvenirs inexistants de Saber d'être Jeanne. Après la mort de Ryūnosuke, Caster est anéanti par l'Excalibur de Saber.
Son seul Noble Phantasm est « Prelati's Spellbook: Le Texte de la ville en spirale engloutie » (螺湮城教本, Purerātīzu Superubukku), un livre magique en peau humaine qui sert de source de mana massive et de guide pour divers sorts de puissance variable, le sortilège le plus puissant peut invoquer des monstres auto-régénérant d'un autre monde. La force de son Noble Phantasm aide à compenser ses capacités autrement moyennes en magie.
Assassin (アサシン, Asashin)
Voix japonaise : Akina Abe (ja) (Asako), Takuo Kawamura (ja) (Zayd), Aki Toyosaki (enfant), Eiichirō Tokumoto (ja), Nobunaga Shimazaki, Yūya Murakami (ja), Shinobu Matsumoto (ja), Hirō Sasaki (ja), Itaru Yamamoto (ja), Naoya Nosaka (ja), Yoshihito Sasaki (ja), Kuwahata Yūsuke (ja), Nomata Kazunori (ja)
Assassin est en réalité la réincarnation du chef de l'Ordre des Assassins. Bien que chaque Assassin de chaque guerre du Saint Graal ainsi enregistré porte le même nom de Hassan-i Sabbāh, il s'agit de personnes différentes puisque tous les dirigeants de l'Ordre des Assassins ont changé leur nom pour devenir Hassan-i Sabbāh après avoir accédé à ce poste.
Le Hassan-i Sabbāh de la quatrième guerre a pris la tête en brisant intentionnellement son âme durant sa vie pour semer la confusion parmi ses adversaires, une forme de trouble dissociatif de l'identité auto-infligé. Invoquée en tant que Servant, cette capacité se manifeste par le Noble Phantasm « Zabâniya: Illusion Délirante » (妄想幻像, Zabānīya), qui divise son corps en quatre-vingts entités différentes, partageant son potentiel spirituel entre eux. Ils agissent en tant qu'espions pour Tokiomi et Kirei après que Gilgamesh ait « tué » l'un d'entre eux. Assassin ne peut être véritablement vaincu que si les entités sont tous tués, ce qui sera le cas après avoir été tous massacrés par le Ionioi Hetairoi de Rider.
Berserker (バーサーカー, Bāsākā)
Voix japonaise : Ryōtarō Okiayu (ja)
Auparavant connu sous le nom de Chevalier Noir (黒騎士, Kurokishi), Berserker est un Servant qui possède la capacité d'utiliser pratiquement n'importe quel objet comme un Noble Phantasm, ce qui lui permet d'égaler Gilgamesh au combat. Sa folie l'a réduit à devenir un combattant sans conscience, mais dangereusement habile. Malgré sa démence, il est toujours capable de reconnaître instinctivement Saber. Quand Saber découvre enfin la véritable identité de Berserker, qui est Lancelot du Lac, elle est dévastée par le fait que ses décisions dans la vie et son attachement à la chevalerie ont causé de telles souffrances à son ami, même après sa mort. Au cours de leur combat, il est révélé que sa folie venait de son désir irrésistible d'être puni pour son adultère avec Guenièvre et de son propre amour inconscient pour Saber, sa santé mentale étant rongée alors qu'il était obligé de voir l'amour de sa vie jeter son humanité pour le bien de son peuple. Il est tué par Saber alors qu'il est sur le point de lui porter un coup fatal lorsque son Master est à court d'énergie magique et retrouve sa santé mentale dans ses derniers instants. Sa mort a presque plongé Saber dans les ténèbres, comme elle s'engage à tout prix de gagner le Graal par tous les moyens.
Il possède trois Nobles Phantasms, dont le premier est « For Someone's Glory: Pas pour la gloire de soi » (己が栄光の為でなく, Fō Samuwanzu Gurōrī), qui l'enveloppe dans un brouillard noir qui rend sa silhouette floue et son statut illisible pour les autres Masters. En utilisant un sceau de commandement, il est possible d'utiliser le brouillard pour permettre à Berserker d'imiter l'apparence de quelqu'un d'autre, bien qu'il soit noté que si Lancelot avait été invoqué dans une autre classe, il serait en mesure de se déguiser librement. « Knight of Owner: Le Chevalier ne meurt pas avec les mains vides » (騎士は徒手にて死せず, Naito Obu Ōnā), lui permet de transformer tout ce qu'il reconnaît comme une arme en un Noble Phantasm classé au rang D. S'il s'empare des Nobles Phantasms des autres, il les revendique temporairement comme étant les siens et leur rang d'origine est conservé, ce qui en fait le parfait contre des attaques d'Archer. Son dernier Noble Phantasm, « Arondight: La Lumière qui ne faiblit pas du Lac » (無毀なる湖光, Arondaito) est une épée magique qui, une fois tirée, dissipe For Someone's Glory et Knight of Owner, renforce tous ses paramètres et lui confère une capacité supplémentaire contre les êtres dotés de l'attribut « dragon » comme Saber.

### Autres personnages
Maiya Hisau (久宇 舞弥, Hisau Maiya)
Voix japonaise : Ayumi Tsunematsu (ja)
Maiya est l'assistante de Kiritsugu Emiya. Comme son maître, elle est froide et professionnelle, ce qui le rend plus facile pour Kiritsugu d'agir comme il se doit. Maiya était à l'origine un enfant soldat d'un pays déchiré par la guerre qui a été sauvé par Kiritsugu qui lui a appris son mode de vie. Son vrai nom est inconnu ; Kiritsugu lui a donné son nom actuel lorsqu'il a créé pour la première fois de faux documents d'identité. Malgré le malaise initial qui les opposait, elle et Irisviel développent un respect mutuel l'une pour l'autre grâce à leur dévouement inébranlable à protéger Kiritsugu. Elle est mortellement blessée par Berserker (déguisée en Rider) lorsqu'elle défend Irisviel et décède après que Kiritsugu lui ait annoncé que sa mission était terminée.
Natalia Kaminski (ナタリア・カミンスキー, Nataria Kaminsukī)
Voix japonaise : Akeno Watanabe
Une mercenaire indépendante qui a vendu des informations concernant Noritaka Emiya et ses recherches sur les vampires. Elle sauve un jeune Kiritsugu après que ce dernier ait tué son père et le prend comme apprenti. Au cours de sa dernière mission dans un avion, elle est parvenue à tuer avec succès un mage qui pouvait transformer les humains en goules avec la magie. Malheureusement, le mage tué libère un essaim d'abeilles qui infecte la totalité des passagers de l'avion. Natalia parvient à se mettre à l'abri dans le cockpit de l'avion et à prendre les commandes de l'appareil mais n'ayant plus aucune échappatoire, Kiritsugu est contraint d'abattre son avion afin d'empêcher les passagers infectés d'en tuer d'autres si l'avion avait atterrit. Les dernières paroles de Kiritsugu à son égard révèlent qu'il la considérait comme sa mère.
Aoi Tōsaka (遠坂 葵, Tōsaka Aoi)
Voix japonaise : Hasumi Itō (ja)
Aoi est la mère de Rin Tōsaka et de Sakura Matō, ainsi que l'amie d'enfance de Kariya Matō. Bien que dévastée par la décision de Tokiomi de laisser Sakura se faire adopter, elle accepte discrètement cette décision en raison du fait qu'elle place sa position en tant qu'épouse d'un mage avant sa position de mère. Kotomine parvient à lui faire croire que Kariya a assassiné Tokiomi par jalousie et déclare que Kariya n'avait « jamais aimé personne de sa vie » après que les deux se soient lancés dans une violente querelle. Cela mène finalement Kariya à se briser et à céder à sa colère et à son désir alimentés par la folie. Il étrangle Aoi dans une crise de rage la rendant inconscience et lui infligeant de graves lésions au cerveau, la laissant paralysée et croyant que sa famille est toujours ensemble à la fin de la guerre. Elle meurt quelque temps avant les événements de l'histoire originale.
Risei Kotomine (言峰 璃正, Kotomine Risei)
Voix japonaise : Masashi Hirose (ja)
Risei est le père de Kirei Kotomine, âgé de 80 ans, prêtre dans l'Église et régulateur de la quatrième guerre du Saint Graal. C'est un ami de Tokiomi Tōsaka et il le soutient activement d'une manière qui frise la corruption. Bien qu'il soit fier de son fils, qui s'est révélé être un héritier parfait, Risei ne comprend absolument pas Kirei. Il est tué par Kayneth, mais pas avant d'avoir pu écrire un message avec son sang à Kirei sur l'emplacement des derniers Sorts de commandement, qu'il utilisera lors de son dernier combat avec Kiritsugu.
Sola-Ui Nuada-Re Sophia-Ri (ソラウ・ヌァザレ・ソフィアリ, Sorau Nuazare Sofiari)
Voix japonaise : Megumi Toyoguchi
Fille du chef du département d'évocation spirituelle, Sola-Ui est fiancée à Kayneth à la suite d'un mariage arrangé stratégique et de la décision de sa famille de confier leur blason magique à son frère. Cependant, elle est insensible et l'amour de Kayneth pour cette dernière n'est pas réciproque ; au lieu de cela, elle s'est entichée de Lancer (probablement dû à son love spot), qui à son tour ne rend pas ses sentiments réciproques et la considère uniquement comme l'épouse de son maître. Après que Kayneth ait perdu ses pouvoirs de mage, Sola-Ui finit par voler ses sceaux de commandement en lui cassant les doigts jusqu'à ce qu'il les lui donne, pour ensuite les perdre lorsque Maiya lui coupe le bras. Kiritsugu l'utilise comme monnaie d'échange contre Kayneth pour forcer Lancer à se suicider mais elle est ensuite abattue par Maiya.
Zōken Matō (間桐 臓硯, Matō Zōken)
Voix japonaise : Masane Tsukayama
Zōken est un vieux et puissant sorcier malfaisant et le patriarche de la famille Matō. Il était l’un des trois premiers mages à proposer le système du Saint Graal, en tant que concepteur des sceaux de commandement, et se maintient en vie grâce à des vers familiers. Ayant accumulé une vaste et importante bibliothèque de connaissances en sorcellerie, ses leçons ont tendance à être extrêmes et à infliger un lourd tribut au corps. Pour dissimuler son statut d'ancêtre à la famille Matō, il se fait passer pour un parent par rapport à ses descendants ; en tant que tel, il est « l'oncle » de Kariya et le « grand-père » de Shinji Matō, et le grand-père adoptif de Sakura Matō. Parce que le sang des Matō était devenu médiocre et qu'il ne produisait plus d'héritiers naturellement compétents en sorcellerie, Shinji était incapable de devenir un véritable sorcier. Ainsi, Zōken a proposé d'adopter Sakura Tōsaka dans le clan Matō lorsque son père, Tokiomi, a décidé de former uniquement sa fille aînée, Rin, pour devenir son unique successeur.
Déçu par le manque de potentiel de sorcier chez Shinji et Byakuya, le père de Shinji, Zōken reproche à Kariya d'avoir laissé la lignée magique des Matō se décliner depuis qu'il a quitté la famille dix ans avant le début de la guerre, alors qu'il était le premier depuis de nombreuses générations à être naturellement compétent en sorcellerie. Kariya revient plus tard et formule un accord avec Zōken dans lequel si Kariya devait obtenir le Saint Graal, Zōken doit permettre à Sakura de retourner dans sa famille d'origine. Zōken ne croyant pas vraiment que Kariya a ce qu'il faut pour gagner la guerre et n'accepte que par caprice et avec une petite possibilité de succès.

## Production et publication
Gen Urobuchi a été appelé par Takashi Takeuchi pour réaliser une préquelle de Fate/stay night. Ce dernier pensait que même si la fin est très dramatique, la fin actuelle de la bonne fin de Fate/stay night ne serait pas affectée grâce au fait que la vie de Kiritsugi est un préquelle. Alors qu'il écrivait déjà le premier volume, Urobuchi avait prévu que la série se termine avec le quatrième volume. Nasu était émerveillé par Urobuchi et s'était déjà attendu à ce que, en 2002, il écrive une histoire intéressante. En 2002, lors de l'écriture du premier scénario de visuel novel Fate/stay night, Nasu est tombé malade. Au cours de cette maladie, Nasu a été impressionné par l'écriture du roman par Urobuchi. Des idées telles que Saber se faisant sermonnée par Gilgamesh et Alexander lui donnèrent un impact plus important. Au début du projet Fate/Zero, Nasu a décidé de donner à Urobuchi une totale liberté pour donner du relief au personnage de Kiritsugu.
L'idée de Fate/Zero a été proposée par l'écrivain Gen Urobuchi qui souhaitait écrire une nouvelle série sous les instructions de Nasu. Urobuchi a expliqué que 90% des propositions avaient été acceptées par Nasu. Dans le visuel novel originel, Fate/stay night, Saber explique qu'elle a eu de brèves interactions avec Kiritsugu Emiya, qui ont conduit à la création du personnage d'Irisviel. En tant qu'épouse de Kiritsugu, Irisviel joue un rôle essentiel en facilitant la communication entre ces deux personnages qui ne se parlent pas. La relation distante et finalement sombre entre Kiritsugu et Saber, causée par les actions du premier dans l'histoire, a amené Urobuchi et Nasu à modifier certains brouillons de l'histoire. C'était dans le but de créer une relation plus cohérente entre Saber et Shirō Emiya dans le visuel novel originel puisque Kiritsugu a adopté l'enfant à la fin de la série. Nasu est celui qui a poussé l'utilisation de la magie dans la série plutôt que d'essayer d'utiliser du véritable occultisme. La fin des romans a amené des difficultés pour Urobuchi à écrire car il souhaitait la dissocier d'histoires typiques, mais il a finalement décidé de suivre son propre style d'écriture. Lors de la création de personnages principaux, Urobuchi n'a eu aucune difficulté à écrire leurs idéologies, au point de les retrouver comme leur propre représentation.
Les quatre volumes de la série sont sortis entre décembre 2006 et décembre 2007. Une édition de poche de six volumes a ensuite été publiée entre janvier 2011 et juin 2011 par l'éditeur STAR SEAS.

### Liste des volumes
Édition Type-Moon
| no | Japonais                                         | Japonais         | Japonais |
| no | Titre                                            | Date de sortie   | ISBN     |
| -- | ------------------------------------------------ | ---------------- | -------- |
| 1  | Dai shi-ji seihaisensō hiwa (第四次聖杯戦争秘話) | 29 décembre 2006 |          |
| 2  | Ō-tachi no kyōen (王たちの狂宴)                  | 31 mars 2007     |          |
| 3  | Chiri yuku-sha-tachi (散りゆく者たち)            | 27 juillet 2007  |          |
| 4  | Rengoku no honō (煉獄の炎)                       | 29 décembre 2007 |          |

Édition STAR SEAS
| no | Japonais                                         | Japonais        | Japonais          |
| no | Titre                                            | Date de sortie  | ISBN              |
| -- | ------------------------------------------------ | --------------- | ----------------- |
| 1  | Dai shi-ji seihaisensō hiwa (第四次聖杯戦争秘話) | 11 janvier 2011 | 978-4-06-138903-8 |
| 2  | Eirei sanshū (英霊参集)                          | 9 février 2011  | 978-4-06-138904-5 |
| 3  | Ō-tachi no kyōen (王たちの狂宴)                  | 10 mars 2011    | 978-4-06-138906-9 |
| 4  | Chiri yuku-sha-tachi (散りゆく者たち)            | 7 avril 2011    | 978-4-06-138908-3 |
| 5  | Yami no taidō (闇の胎動)                         | 11 mai 2011     | 978-4-06-138910-6 |
| 6  | Rengoku no honō (煉獄の炎)                       | 10 juin 2011    | 978-4-06-138912-0 |

## Adaptations

### Manga
Une adaptation manga par Shinjirou est lancée dans le magazine Young Ace dans le numéro de février 2011 sorti le 29 décembre 2010. Le dernier chapitre est publié dans le numéro de juillet 2017, paru le 2 mai 2017. Au total, quatorze volumes tankōbon sont édités par Kadokawa Shoten entre septembre 2011 et août 2017,. La version française est éditée par Ototo depuis 2014.
Une deuxième série de manga nommée Fate/Zero Café (Fate/ゼロカフェ) est publiée dans le Newtype Magazine entre août 2012 et septembre 2014. Un film d'animation est sorti le 13 juillet 2013.
Un autre manga nommé Fate/Zero Noir (Fate/Zero 黒) est également publié et un tome est sorti en juillet 2013.

#### Liste des volumes
| no | Japonais          | Japonais          | Français          | Français          |
| no | Date de sortie    | ISBN              | Date de sortie    | ISBN              |
| -- | ----------------- | ----------------- | ----------------- | ----------------- |
| 1  | 3 septembre 2011  | 978-4-04-715771-2 | 27 février 2014   | 978-2-35180-808-5 |
| 2  | 4 octobre 2011    | 978-4-04-715787-3 | 24 avril 2014     | 978-2-35180-819-1 |
| 3  | 4 avril 2012      | 978-4-04-715819-1 | 26 juin 2014      | 978-2-35180-820-7 |
| 4  | 4 octobre 2012    | 978-4-04-120401-6 | 28 août 2014      | 978-2-35180-852-8 |
| 5  | 4 février 2013    | 978-4-04-120563-1 | 9 octobre 2014    | 978-2-35180-860-3 |
| 6  | 4 juillet 2013    | 978-4-04-120800-7 | 22 janvier 2015   | 978-2-35180-874-0 |
| 7  | 4 février 2014    | 978-4-04-120991-2 | 24 avril 2015     | 978-2-35180-910-5 |
| 8  | 26 septembre 2014 | 978-4-04-102022-7 | 23 juillet 2015   | 978-2-35180-927-3 |
| 9  | 29 décembre 2014  | 978-4-04-102023-4 | 24 septembre 2015 | 978-2-35180-928-0 |
| 10 | 26 juin 2015      | 978-4-04-103086-8 | 26 novembre 2015  | 978-2-35180-960-0 |
| 11 | 4 novembre 2015   | 978-4-04-103087-5 | 26 mai 2016       | 978-2-35180-978-5 |
| 12 | 25 juin 2016      | 978-4-04-104168-0 | 26 mai 2017       | 978-2-37717-029-6 |
| 13 | 31 décembre 2016  | 978-4-04-104169-7 | 9 février 2018    | 978-2-3771-7057-9 |
| 14 | 26 août 2017      | 978-4-04-105796-4 | 15 mai 2018       | 978-2-3771-7061-6 |

### Anime
Le magazine de février 2011 du Young Ace , paru fin décembre 2010, indiquait que la production d'une adaptation en anime de Fate/Zero a été validée ; le 6e numéro du magazine Type-Moon Ace a confirmé qu'il s'agit d'une série télévisée d'animation prévue pour 2011 et qui est réalisée par Ei Aoki au studio ufotable, avec les character designers Tomonori Sudō et Atsushi Ikariya pour adapter les designs originaux de Takashi Takeuchi. Il s'agit de la troisième production d'animation de la franchise Fate, après l'adaptation en 24 épisodes de 2006 et le film de 2010 d'Unlimited Blade Works.
L'anime devait à l'origine être diffusé continuellement pour tous les épisodes, mais il a ensuite eu droit à une pause entre les 13e et 14e épisode pour permettre de maintenir la qualité de l'animation sur l'ensemble de la série. La première saison de treize épisodes a été diffusée du 1er octobre 2011 au 24 décembre 2011. La seconde saison de douze épisodes a été diffusée du 7 avril au 23 juin 2012. Outre le fait de contenir « l'édition originale » des 13 premiers épisodes avec des scènes coupées de la diffusion télévisée, le premier coffret Blu-ray de la série comporte également un extra écrit par Kinoko Nasu. Intitulé « Les Secrets du Graal par Irisviel von Einzbern » (お願い！ アインツベルン相談室, Onegai! Aintsuberun Sōdanshitsu, litt. « S'il vous plaît ! Le Bureau de consultation d'Einzbern »), il est également compris dans le deuxième coffret Blu-ray.
Nico Nico Dōga et Aniplex ont diffusé en simulcast Fate/Zero dans le monde entier avec des sous-titres dans huit différentes langues : le coréen, le chinois (traditionnel et simplifié), l'anglais, le français, l'allemand, l'italien et l'espagnol. Les deux saisons étaient également diffusées en streaming par Kazé sur son service KZPLAY en France, ; Fate/Zero a été par la suite ajouté sur Anime Digital Network en août 2015. Kazé a également édité la série en coffrets DVD et Blu-ray. Netflix détient actuellement la licence en streaming de la série.

#### Liste des épisodes

##### Saison 1
| No | Titre français                        | Titre japonais | Titre japonais     | Date de 1re diffusion |
| No | Titre français                        | Kanji          | Rōmaji             | Date de 1re diffusion |
| -- | ------------------------------------- | -------------- | ------------------ | --------------------- |
| 1  | L'Invocation des esprits héros        | 英霊召喚       | Eirei shōkan       | 1er octobre 2011      |
| 2  | Une bataille trompeuse                | 偽りの戦端     | Itsuwari no sentan | 8 octobre 2011        |
| 3  | La Terre de Fuyuki                    | 冬木の地       | Fuyuki no chi      | 15 octobre 2011       |
| 4  | La Lame de l'épée enchantée           | 魔槍の刃       | Masō no yaiba      | 22 octobre 2011       |
| 5  | Le Hurlement de la créature maléfique | 凶獣咆吼       | Kyōjū hōkō         | 29 octobre 2011       |
| 6  | La Nuit du stratagème                 | 謀略の夜       | Bōryaku no yoru    | 5 novembre 2011       |
| 7  | La Forêt des démons                   | 辺境の森       | Henkyō no mori     | 12 novembre 2011      |
| 8  | Tueur de mage                         | 魔術師殺し     | Majutsushi koroshi | 19 novembre 2011      |
| 9  | Maitre et servant                     | 主と従者       | Aruji to jūsha     | 26 novembre 2011      |
| 10 | Les Aventures de Rin                  | 凛の冒険       | Rin no bōken       | 3 décembre 2011       |
| 11 | Discussion autour du Saint Graal      | 聖杯問答       | Seihai mondō       | 10 décembre 2011      |
| 12 | L'Invitation du Saint Graal           | 聖杯の招き     | Seihai no maneki   | 17 décembre 2011      |
| 13 | Le Banquet interdit                   | 禁断の狂宴     | Kindan no kyōen    | 24 décembre 2011      |

##### Saison 2
| No | Titre français                       | Titre japonais | Titre japonais       | Date de 1re diffusion |
| No | Titre français                       | Kanji          | Rōmaji               | Date de 1re diffusion |
| -- | ------------------------------------ | -------------- | -------------------- | --------------------- |
| 14 | Bataille sanglante à la rivière Mion | 未遠川血戦     | Miongawa kessen      | 7 avril 2012          |
| 15 | Brillance dorée                      | 黄金の輝き     | Ōgon no kagayaki     | 14 avril 2012         |
| 16 | Au bout de l'honneur                 | 栄誉の果て     | Eiyo no hate         | 21 avril 2012         |
| 17 | Huitième pacte                       | 第八の契約     | Daihachi no keiyaku  | 28 avril 2012         |
| 18 | Souvenirs lointains                  | 遠い記憶       | Tōi kioku            | 5 mai 2012            |
| 19 | Où se trouve la justice              | 正義の在処     | Seigi no arika       | 12 mai 2012           |
| 20 | Le Retour de l'assassin              | 暗殺者の帰還   | Ansatsusha no kikan  | 19 mai 2012           |
| 21 | Le Chevalier à deux roues            | 双輪の騎士     | Sourin no kishi      | 26 mai 2012           |
| 22 | Tout le mal du monde                 | この世全ての悪 | Konoyo subete no aku | 2 juin 2012           |
| 23 | La Mer du bout du monde              | 最果ての海     | Saihate no umi       | 9 juin 2012           |
| 24 | Le Dernier Sort de Commandement      | 最後の令呪     | Saigo no reijū       | 16 juin 2012          |
| 25 | Fate/Zero                            | フェイト/ゼロ  | Feito Zero           | 23 juin 2012          |

#### Musiques
| Générique                                | Début           | Début            | Début                                                                      | Fin             | Fin                                            | Fin                                                                                                  |
| Générique                                | Épisodes        | Titre            | Artistes                                                                   | Épisodes        | Titre                                          | Artistes                                                                                             |
| ---------------------------------------- | --------------- | ---------------- | -------------------------------------------------------------------------- | --------------- | ---------------------------------------------- | --- |
| 1                                        | 2 - 10 12 - 13  | oath sign        | - LiSA (chant) - Shō Watanabe (composition & paroles) - toku (arrangement) | 2 - 13          | MEMORIA                                        | - Eir Aoi (chant & paroles) - KaShirō Shimokawa (arrangement) - Fumio Yasuda (composition & paroles) |
| 2                                        | 14 - 17 20 - 23 | to the beginning | - Kalafina (chant) - Yuki Kajiura (composition, paroles & arrangement)     | 14 - 17 20 - 24 | Sora wa takaku kaze wa utau (空は高く風は歌う) | - Luna Haruna (chant) - Yuki Kajiura (composition & paroles) - Sorao Mori (arrangement)              |
| 3                                        | —               | —                | —                                                                          | 18 - 19         | Manten (満天)                                  | - Kalafina (chant) - Yuki Kajiura (composition, paroles & arrangement)                               |
| "—" signifie qu'il n'y a pas de chanson. |                 |                  |                                                                            |                 |                                                | |

## Produits dérivés

### Drama CD
Une bande-son nommée Return to Zero est sorti le 29 décembre 2007.
Quatre drama CD ont été publiés entre août 2008 et janvier 2010,,,. Deux autres drama CD scénarisés par Gen Urobuchi ont été édités en bonus des coffrets Blu-ray des deux saisons de l'anime,,.

### Artbook
Un artbook nommé Fate/Zero material est sorti le 8 août 2008.

### Jeu vidéo
Une adaptation de l'anime Fate/zero en jeu vidéo a été réalisée par Light's. Le jeu nommé Fatal Zero Action est un dojin-game de type beat them all où le joueur peut contrôler les personnages de Saber, Kiritsugu et Rider.

## Accueil

### Prix et classements
Fate/zero a remporté plusieurs prix lors de la 2e édition du Newtype Anime Awards, en 2012, :
- Meilleure série animée
- Meilleur studio : Ufotable
- Meilleur doubleur (homme) : Ohtsuka Akio (Rider)
- Meilleur personnage masculin : Rider
- Meilleures musiques : Yuki Kajiura

En 2015, la série est classée 6e dans la catégorie des light novel pour la première édition du Sugoi Japan Award (ja), organisé par le journal Yomiuri shinbun.

### Ventes
Le coffret Blu-ray de la première saison s'est vendu à 43 000 exemplaires au cours de sa première semaine, ce qui en fait le coffret Blu-ray d'une série télévisée d'animation le plus vendu lors de sa première semaine, battant le record de Haruhi Suzumiya. Le coffret Blu-ray de la deuxième saison est également classé au sommet des ventes hebdomadaires de l'Oricon, avec plus de 40 000 exemplaires vendus.